# Početak (2010.)
Početak (eng. Inception) je britansko-američki znanstveno-fantastični film iz 2010. godine s elementima misterije, akcije i trilera. Napisao ga je, koproducirao i režirao Christopher Nolan. U filmu su glavne uloge ostvarili Leonardo DiCaprio, Ken Watanabe, Joseph Gordon-Levitt, Marion Cotillard, Ellen Page, Tom Hardy, Dileep Rao, Cillian Murphy, Tom Berenger i Michael Caine. DiCaprio tumači ulogu Dominicka Cobba, lopova koji obavlja poslove industrijske špijunaže koristeći eksperimentalnu vojnu tehnologiju koja mu omogućava ulazak u podsvijest svojih meta. Nakon što mu je ponuđena prilika da se vrati svom starom životu, on pristaje na naizgled nemogući zadatak: "usađivanje", umetanje tuđe ideje u podsvijest svoje mete.

## Radnja
Film započinje scenom sa samog kraja, dok se Cobb budi na obali u limbu i biva doveden do ostarjelog Saita. Zatim počinje retrospekcija: bivši arhitekt snova Dominick "Dom" Cobb (Leonardo DiCaprio) i njegov poslovni partner Arthur (Joseph Gordon-Levitt) izvode korporacijsku špijunažu koristeći eksperimentalni stroj koji je razvila vojska, kako bi se infiltrirali u podsvijest svojih meta i izvukli informacije iz njih dok spavaju, dok im je najnovija meta moćni japanski poslovni čovjek Saito (Ken Watanabe). Za vađenje informacija koriste se strategije zajedničkog dijeljenja snova, kao i sna unutar sna, dok se sanjari bude ili iznenadnim udarom, "trzajem" ili pogibijom u snu. Ako sanjar umre, san se "uruši" i sanjar se budi. Svaki ekstraktor nosi totem, personalizirani mali predmet čije je ponašanje poznato samo vlasniku, koji služi kako bi se ustvrdio radi li se o snu ili javi. Način na koji predmet radi jest da se u drugačijim stanjima totem drugačije ponaša. Cobbov totem je zvrk koji se neprekidno vrti u stanju sna. Međutim, vađenje informacije ne uspije zbog Mallorie "Mal" Cobb (Marion Cotillard), Cobbove pokojne žene, čija projekcija sjećanja sabotira misiju. Saito otkriva da izvodi audiciju za tim koji može izvesti teški zadatak podmetanja ideje ili misli u um osobe dok im je um u podsvijesti.
Saito želi uništiti energetski konglomerat svog konkurenta Mauricea Fischera, stavljajući ideju u njegovog sina i nasljednika Roberta Fischera (Cillian Murphy), da uništi očevu tvrtku. Ako Cobb uspije, Saito bi mu omogućio oslobađanje od optužbe za ubojstvo, koja je podnesena protiv Cobba u SAD-u, kako bi se Cobb mogao vratiti svojoj djeci. On prihvaća ponudu i sastavlja tim: Eames, tvorac identiteta; Yusuf, farmaceut koji stvara jaki sedativ za stabilnu strategiju sna u snu; Ariadne, mlada studentica arhitekture koja dizajnira labirinte u snovima i Arthur, koji poduči Ariadne osnovama zajedničkog sanjanja i izgradnje snova. Saito im se pridruži kako bi se uvjerio hoće li Cobb i njegov tim uspjeti u misiji. Povratne udare usklade šansonom Edith Piaf "Non, je ne regrette rien".
Kad stari Fischer umre u Sydneyju i njegovo tijelo treba biti avionom prebačeno u Los Angeles, tim uzme let s Robertom Fischerom i Cobb mu podvali sedative te svi uđu u zajednički san. Na svakoj razini, jedan član tima ostaje iza kako bi uzrokovao trzaj, dok ostali članovi spavaju unutar sna kako bi otišli jedanu razinu dublje. Na prvoj razini, Yusufovom snu o kišnom centru grada, tim otima Fischera. Međutim, Fischerova podsvijest, istrenirana da djeluje kao antitijela, napadne tim i teško ozlijedi Saita. Eames privremeno preuzme izgled Fischerovog kuma, Petera Browninga, kako bi predložio Fischeru da ponovno razmisli o očevoj oporuci. Fischera maskirani Cobb natjera da mu kaže nekoliko naizmjeničnih brojeva koji mu padnu na pamet (528491). Yusuf vozi tim u kombiju dok oni odu sloj dublje u Arthurov san; hotel, gdje tim regrutira Fischera na način da ga uvjere da je otmicu isplanirao Browning. Broj hotelske sobe je 528, a točno ispod nje nalazi se soba broj 491. Na trećoj razini sna, snježnoj planinskoj utvrdi koju sanja Eames, Fischeru je rečeno da su u Browningovoj podsvijesti, no oni su, u stvari, sve dublje i dublje u Fischerovoj. Yusuf, pod napadom istreniranih projekcija podsvijesti, prerano započinje trzaj na način da se kombijem baci s mosta, što u Arthurovom svijetu snova uzrokuje gubitak gravitacije, a u Eamesovom svijetu snova uzrokuje lavinu. Arthur je primoran improvizirati novi trzaj koristeći dizalo koje će biti usklađeno s kombijem koji udara u vodu, dok tim u Eamesovom snu žuri završiti posao prije novog kruga trzaja. Nepoznato ostatku tima, zbog učinka teških sedativa i višeslojnog sanjanja, smrt tijekom misije umjesto buđenja će rezultirati ulaskom u limb, neizgrađeni prostor snova gdje sanjar može biti zarobljen vječno. Vrijeme na svakoj novoj razini sna je, prosječno, dvadeset puta duže nego na prijašnjoj razini; u limbu, najdubljoj razini, 24 sata normalnog vremena bi ondje trajalo pedeset godina. Cobb otkrije Ariadne da je proveo 50 godina s Mal u limbu gradeći svijet iz njihovih zajedničkih sjećanja dok su zajedno starili. Nakon što su se probudili u stvarnom svijetu, Mal je ostala uvjerena da još uvijek sanja i počinila je samoubojstvo, pokušavajući uvjeriti Cobba da učini isto na način da je napravila nered u hotelskoj sobi, dala se proglasiti psihički zdravom od tri različita psihijatra i rekla im da se boji za svoju sigurnost, kako bi ga retroaktivno 'optužila' za svoju smrt i time potaknula da se ubije s njom. Zbog toga je bio primoran pobjeći iz SAD-a i ostaviti svoju djecu u skrbništvu svog punca.
| Java                            | San − 1. razina                                                                                   | San − 2. razina | San − 3. razina | Limb |
| Japanski shinkansen vlak        | Stan na bliskom istoku                                                                            | Saitova palača na obali | x | x |
| Avion na relaciji Sydney − L.A. | Kišni grad − Yusufov san. Saito upucan. Fischer izmišlja kombinaciju. Trzaj: pad kombija u rijeku | Hotel − Arthurov san. Uvjere Fischera da je Browning negativac. Brojevi kombinacije postaju brojevi hotelske sobe. Trzaj: pad dizala kroz okno | Snježna utvrda − Eamesov san. Fischer i Saito umiru, padaju u limb. Brojevi postaju kombinacija sefa. Nakon povratka iz limba, Fischer otvara sef, te time je misija uspjela. Trzaj: eksplozivi raznesu utvrdu | Grad-ruševina − Cobb i Ariadne nađu Fischera, kojeg Ariadne baci i Fischer se budi u Eamesovom snu. Cobb ostaje da nađe Saita. Trzaj: Ariadne se baci s balkona, gravitacija |

Saito premine od svojih rana, a Cobbova projekcija Mal sabotira plan na način da ubije Fischera te obojica padnu u limb. Zatim Cobb i Ariadne uđu u limb kako bi našli Fischera i Saita, dok Eames ostaje na svojoj razini sna kako bi izveo trzaj postavivši eksplozive na utvrdu. Cobb se suoči s projekcijom Mal, koja ga pokuša uvjeriti da ostane u limbu. Cobb odbije i priznaje da je odgovoran za samoubojstvo Mal: uvjerio ju je da napusti limb koristeći sadnju da joj usadi ideju u um da svijet u kojem su živjeli 50 godina nije stvaran i da se moraju ubiti kako bi se vratili u stvaran svijet, no kad su se vratili, Mal je i dalje nastavila vjerovati da se mora ubiti kako bi se probudila. Mal, shvaćajući da ju je izdao, napadne Cobba, ali Ariadne ju upuca. Priznanjem, Cobb doživi katarzu i odluči ostati u limbu kako bi našao Saita. Ariadne baci Fischera s balkona, što je proizvelo trzaj i probudilo ga u trećoj razini sna, snježnoj utvrdi, gdje uđe u sobu-sef, koristeći kombinaciju brojeva koju je sam izmislio na prvoj razini, kako bi otkrio i prihvatio usađenu ideju: da njegov otac želi da on bude sam svoj čovjek i stvara za sebe i da time raspad konglomerata nije toliko radikalna ideja.
Svi članovi tima osim Cobba i Saita vraćaju se kroz sinkronizirane trzaje natrag u Yusufov san: Ariadne skoči s balkona u limbu, Eames raznese snježnu utvrdu eksplozivima, Arthur eksplozivima pokrene dizalo kroz okno da se zabije i kombi u Yusufuvom snu nakon pada s mosta udari u vodu. Saito, koji polako umire na svakoj razini od ranjavanja na prvoj razini, ulazi u limb. Cobb s vremenom nađe ostarjelog Saita i njih dvojica se sjete svog dogovora te, kako Saito poseže za pištoljem, pretpostavlja se da se ubiju kako bi se probudili u javi, u avionu, nedugo nakon što su se ostali probudili, ponosni što im je zadatak uspio. Saito ispoštuje dogovor i Cobb prođe graničnu kontrolu SAD-a u Los Angelesu. Prije nego što ponovno vidi djecu, Cobb testira stvarnost sa svojim zvrkom, no okrene se da pozdravi djecu prije nego što vidi rezultat. Dok se igra s djecom kamera klizi prema zvrku koji se okreće, pri čemu kadar naglo završi. 

### Kraj
Iako se govori o nastavku, Nolan je izrazito rekao da je zadovoljan krajem ovog filma i da, ako snimi nastavak, nitko od likova iz Početka neće se pojavljivati u nastavku. To znači da kraj, nekad klasificiran kao svojevrstan cliffhanger, zapravo to nije, s obzirom na to da nema nastavka. Na kraju filma nije sigurno je li Cobb u snu ili javi. Postoji teorija da je kraj ipak java, a ne san, jer je zvrk Malin totem, a Cobb svaki put u snu zbog Mal nosi vjenčani prsten, njegov totem, koji nikad ne nosi u javi. Nolan i glumci iz filma su rekli da je kraj namjerno napravljen da svatko misli što želi, dok je Michael Caine, koji glumi Cobbovog punca, rekao da vjeruje da se Cobb vratio svojoj djeci, jer i Caine sâm ima djecu. Nolan je rekao da je krajem htio izazvati svojevrstan "udar", ekvivalentan "udarima" u filmu.
Osim toga, u stvarnom životu zvrk poput onoga koji koristi Cobb u filmu može se vrtjeti čak i do pet minuta bez padanja.

## Glumačka postava
- Leonardo DiCaprio kao Dominick "Dom" Cobb, profesionalni kradljivac koji specijalizira u izvlačenju tajni iz meta ulaženjem u njihove snove. DiCaprio je bio prvi glumac zaposlen u filmu. Nolan je htio s njim raditi već na par projekata i sreo se s njim nekoliko puta, no do Početka ga nije uspio uvjeriti da se pojavi u nekom od njegovih filmova.[5] Prema Hollywood Reporteru, uloga je ponuđena Bradu Pittu i Willu Smithu.[6]
- Cillian Murphy kao Robert Michael Fischer, nasljednik poslovnog carstva i meta tima.[7] Murphy je rekao da je Fischer prikazan kao "razdražljivo dijete koje želi mnogo pozornosti od oca, ima sve materijalno što bi mogao poželjeti, ali je emocionalni bogalj". Glumac je istraživao sinove Ruperta Murdocha, "kako bi saznao ideju života u sjeni nekoga vrlo moćnog".[8]
- Tom Hardy kao Eames, Cobbov suradnik oštar na jeziku. Definiran kao posrednik za ukradenu robu, specijalizirao je krivotvorenje, preciznije krađu identiteta. Eames koristi sposobnost da oponaša druge u svijetu snova kako bi manipulirao Fischerom. Hardy je opisao svoj lik kao "stari diplomat Graham Greenevskog tipa; nekako izblijedio, pohaban, veličanstven - šekspirijanski pomiješan s nekim iz Specijalnih postrojbi Njezinog Veličanstva", koji nosi "kičaste, bogatunske kostime".[9]
- Ellen Page kao Ariadne, studentica arhitekture unovačena za izradu raznih predjela u snovima, opisanih kao labirinti. Ime Ariadne aludira na princezu iz grčkog mita, kćer kralja Minosa, koja je pomogla Tezeju tako da mu je dala mač i nit zapetljanu u kuglu kako bi prošao kroz labirint u kojem se nalazio Minotaur. Nolan je rekao da je Page izabrana jer je bila "savršena kombinacija svježine i iskustva i zrelosti za njezine godine".[10] Page je rekla da njezin lik služi kao utjelovljenje publike, jer ona "tek uči o tim idejama i, u suštini, pomaže publici u učenju o dijeljenju snova".[11] Evan Rachel Wood je bila prvi izbor Christophera Nolana da glumi Ariadne, ali je odbila. Prije nego što je Ellen Page prihvatila ulogu, Nolan je razmišljao o tome da zaposli Emily Blunt, Rachel McAdams, Emmu Roberts, Jessy Schram ili Carey Mulligan.
- Marion Cotillard kao Mallorie "Mal" Cobb, Domova preminula žena. Ona je manifestacija Domove grižnje savjesti o samoubojstvu prave Mal. Ne može kontrolirati njezine projekcije, što ga čini nesposobnim da bude vaditelj.[5] Nolan je opisao Mal kao "samu srž fatalne žene", i DiCaprio je pohvalio izvedbu Cotillard, rekavši da "može biti snažna i ranjiva i nadati se i slamati srca sve istovremeno, što je bilo savršeno za sve suprotnosti njezinog lika".[12]
- Ken Watanabe kao Gosp. Saito, japanski poslovni čovjek koji zaposli Cobba za misiju. Nolan je napisao ulogu razmišljajući o Watanabeu, s obzirom na to da je htio ponovno raditi s njim nakon Batman: Početak.[7] Početak je Watanabeov prvi film u kojem se radnja odvija u suvremenom svijetu gdje mu je glavni jezik engleski. Watanabe je želio naglasiti različite karakteristike Saita na svakom nivou sna – "Prvo poglavlje u mojem dvorcu, uzimam neke skrivene osjećaje ciklusa. Čaroban je, moćan i onda prvi san. I natrag u drugom poglavlju, u starom hotelu, oštroumniji sam, smireniji i pametniji i malo je drugačiji proces za raditi likove u filmu."[13]
- Joseph Gordon-Levitt kao Arthur, Cobbov partner koji organizira i istražuje misije. Gordon-Levitt je usporedio Arthura s producentom Cobbove umjetnosti, "onog koji je rekao 'u redu, imaš zamisao; ja ću shvatiti kako ju ostvariti da ti možeš obaviti svoje'."[14] Glumac je bio i vlastiti kaskader u svim osim u jednoj sceni i rekao da su pripreme "bile izazov i morale su biti kako bi izgledalo stvarno".[15] James Franco je pregovarao da glumi Arthura, ali zbog poklapajućeg rasporeda nije mogao.
- Dileep Rao kao Yusuf, farmaceut tima. Rao opisuje Yusufa kao "avangardnog farmaceuta koji omogućuje ljudima poput Cobba da rade što žele nenadgledani, neprijavljeni i da rade ono što je nedopušteno". Koproducent Jordan Goldberg je rekao da je uloga farmaceuta bila "posebno teška jer nismo željeli da izgleda kao diler", i da je Rao dobio ulogu jer je bio "duhovit, zanimljiv i očigledno pametan".[16]
- Tom Berenger kao Peter Browning, kum Robert Fischera i jedan od izvršnih direktora u Fischerovoj tvrtki.[1] Berenger je rekao da se Browning ponaša kao "zamjenski otac" Robertu, koji ga zove "ujak Peter", i naglasio da je "Browning bio s Robertom cijeli život i vjerojatno proveo s njim više kvalitetnog vremena nego njegov vlastiti otac".[16]
- Pete Postlethwaite kao Maurice, umirući osnivač poslovnog carstva. Film je postao jedna od posljednjih Postlethwaiteovih uloga ubrzo prije njegove smrti početkom 2011. godine.
- Michael Caine kao Prof. Stephen Miles, Cobbov mentor i punac,[16] i Ariadnin profesor koji ju preporuči timu.[17]
- Lukas Haas kao Nash, arhitekt koji izda tim i kojeg zamijeni Ariadne.[18]
- Talulah Riley kao žena u koju se Eames preruši u snu. Riley se svidjela uloga iako je bila minimalistička – "Nosila sam lijepu haljinu, zavodila ljude u barovima i gurnula ih u dizalima. Bilo je lijepo glumiti nešto odraslije. Obično glumim petnaestogodišnje engleske školarke."[19]
- Miranda Nolan glumi manju ulogu kao stjuardesa. Miranda je rođakinja u prvom koljenu redatelja Christophera Nolana.[20]

## Produkcija
Godine 2001. Nolan je napisao prvu verziju priče na 80-ak stranica o "kradljivcima snova" i predstavio ju kompaniji Warner Bros. kao ideju o hororu inspiriranom lucidnim snovima. Budući da je smatrao da mu treba više iskustva s visokobudžetnom produkcijom, Nolan je stavio projekt na čekanje i umjesto toga posvetio se radu na filmovima Batman: Početak (2005.), Prestiž (2006.) i Vitez tame (2008.). Proveo je dodanih šest mjeseci "uljepšavajući" scenarij za Warner Bros., kompaniju koja je otkupila scenarij u veljači 2009. godine. Film Početak snimljen je u šest različitih zemalja i na četiri kontinenta. Snimanje je započelo 19. lipnja 2009. godine u Tokiju, a završilo 22. studenog iste godine u Kanadi. Službeni budžet filma iznosio je 160 milijuna dolara, a troškove su između sebe podijelile kompanije Warner Bros. i Legendary Pictures. Nolanova reputacija i uspjeh ranijeg filmskog uratka (Vitez tame) osigurali su filmu 100 milijuna dolara za marketinške troškove, a veliki dio promocije uključivao je Internet kampanju.
Film Početak svoju je premijeru imao u Londonu, 8. srpnja 2010. godine, a u kino distribuciju je pušten u običnim i IMAX kinima 16. srpnja. Postao je veliki box-office uspjeh zaradivši u svijetu više od 800 milijuna dolara te tako postao jedan od najgledanijih filmova svih vremena. Prodaja na videu također je imala jake rezultate, a sveukupno do danas prodano je više od 68 milijuna DVD-ova. Film Početak dobio je uglavnom pozitivne ocjene filmskih kritičara, a većina njih posebno je hvalila njegovu originalnost, glumačke performanse, glazbu i specijalne efekte. Osvojio je četiri prestižne filmske nagrade Oscar (najbolji specijalni efekti, najbolji zvuk, najbolja montaža zvuka i najbolja kamera), a bio je nominiran za još četiri: najbolji film, originalni scenarij, originalna glazba i scenografija.
Inicijali imena glavnih likova, Doma, Roberta, Eamesa, Arthura, Mallorie i Saita čine englesku riječ "dreams", u prijevodu 'snovi'.

## Vanjske poveznice
- [neaktivna poveznica]
- Početak u internetskoj bazi filmova IMDb-a